# L'Osservatore della Domenica
L'Osservatore della Domenica, bio je vatikanski tiskani tjednik Svete Stolice, nedjeljni prilog dnevniku L'Osservatore Romano.
Pod nazivom  L'Osservatore Romano della Domenica prvi je put objavljen 6. svibnja 1934. Naziv L'Osservatore della Domenica dobiva 1951. Godine 1979. postao je nedjeljni dodatak sa samo osam stranica. Godine 1985., grafički izgled časopisa je promijenjen. Godine 2007. prestao je s izlaženjem.

## Vanjske poveznice
- Službena stranica